# Amritsar Cantonment
Amritsar Cantonment is een kantonnement in het district Amritsar van de Indiase staat Punjab. 

## Demografie
Volgens de Indiase volkstelling van 2001 wonen er 11.300 mensen in Amritsar Cantonment, waarvan 63% mannelijk en 37% vrouwelijk is. De plaats heeft een alfabetiseringsgraad van 81%. 